# 対共産圏輸出統制委員会
対共産圏輸出統制委員会（たいきょうさんけんゆしゅつとうせいいいんかい、英語: Coordinating Committee for Multilateral Export Controls）は、冷戦期に資本主義主要諸国間で設立されていた共産主義諸国への軍事技術・戦略物資の輸出規制（或いは禁輸）のための委員会。本部はフランスのパリ。略称はCOCOM（ココム）。
ただし英文名称を直訳すると「多国間輸出統制調整委員会」であり、「対共産圏」という文言は含まれていない。

## 概説
冷戦時の資本主義諸国がソ連やワルシャワ条約機構による侵略・侵攻という安全保障上の脅威に対応し、共産主義諸国への技術格差の確立を図るために、共産主義諸国へのハイテク物資の輸出を規制する目的で1949年秋に創設され、1950年1月から活動開始した。アイスランドを除く北大西洋条約機構（NATO）加盟諸国と日本、オーストラリアが参加していた。
ココムにおいては、東西の軍事バランスが崩れるような品目を共産主義諸国に輸出することを防止するため、輸出管理当局において仕向地と輸出品目の技術的な使用についてチェックが行われ、最終的に対象品目に共産主義諸国への移転される輸出について原則禁輸となっていた。東西関係や技術水準の変化に合わせて規制の対象となる貨物や技術も変化していった。また、物資や技術の輸出は外貨獲得の手段として期待できることから、輸出統制対象リストを巡り、加盟国間でしばしば対立を起こした。
冷戦が終結してソ連が崩壊するとココムの意義が薄れたことで、1991年末に大幅な規制緩和が行われ、1994年3月に解散した。兵器輸出規制協定は後身のワッセナー協約に引き継がれた。

## 加盟国
加盟国は17か国
- オーストラリア
- ベルギー
- カナダ
- デンマーク
- フランス
- 西ドイツ
- ギリシャ
- イタリア
- 日本
- ルクセンブルク
- オランダ
- ノルウェー
- ポルトガル
- スペイン
- トルコ
- イギリス
- アメリカ合衆国